# Bueng Kum
Bueng Kum là một quận của Bangkok, Thái Lan. Quận Bueng Kum có diện tích  km², dân số là người.
Bueng Kum (tiếng Thái: บึงกุ่ม) là một trong 50 quận của Bangkok, Thái Lan. Từ phía bắc theo chiều kim đồng hồ, quận giáp giới với Bang Khen, Khan Na Yao, Saphan Sung, Bang Kapi và Lat Phrao.

## Lịch sử
Bueng Kum được tách ra khỏi Bang Kapi vào ngày 4 tháng 9 năm 1989 bao gồm 3 tiểu huyện: Khlong Kum, Khan Na Yao và Saphan Sung. Ngày 14 tháng 10 năm 1997, Khan Na Yao và Saphan Sung đã được đưa lên quận, để lại Bueng Kum với tiểu khu duy nhất là Khlong Kum.